# Marignier
Marignier ist eine französische Gemeinde im Département Haute-Savoie in der Region Auvergne-Rhône-Alpes.

## Geographie
Marignier liegt auf 473 m, etwa auf halbem Weg zwischen Bonneville und Cluses, rund 30 Kilometer ostsüdöstlich der Stadt Genf (Luftlinie). Das Dorf erstreckt sich am nördlichen Rand des breiten Arvetals, beidseits des Flusses Giffre, in den Savoyer Alpen am Ostfuß des Le Môle, im Faucigny.
Die Fläche des 19,97 km² großen Gemeindegebiets umfasst einen Abschnitt des mittleren Arvetals. Die südliche Grenze verläuft entlang der Arve, die hier in einer breiten Talniederung von Osten nach Westen fließt. Vom Flusslauf erstreckt sich das Gemeindeareal nordwärts über die flache Talaue und die Schwemmebene des Giffre, der hier in die Arve mündet. Der nördliche Gemeindeteil ist stark reliefiert. Er nimmt den untersten Teil des Giffre-Tals ein, das im Osten von der Höhe des Mont Orchez (bis 1000 m) und im Westen vom alleinstehenden Bergstock des Môle flankiert wird. In der Nähe des grasbewachsenen Gipfels des Môle wird mit 1840 m die höchste Erhebung von Marignier erreicht.
Zu Marignier gehören neben dem eigentlichen Ortszentrum verschiedene Dörfer und Weilersiedlungen, darunter:
- Anterne (465 m) inmitten des Arvetals
- Le Vieux Pont (500 m) an einer alten Brücke über den Giffre
- Le Chéney (650 m) am Südhang des Môle
- L'Eponnet (750 m) am Südhang des Môle
- Ossat (625 m) auf einer Geländeterrasse am unteren Osthang des Môle
- La Combe (620 m) auf einer Geländeterrasse am unteren Osthang des Môle
- Le Pont du Giffre (508 m) an der Mündung des Risse in den Giffre
- Dunand (630 m) am Südhang des Mont Orchez

Nachbargemeinden von Marignier sind Saint-Jeoire und Mieussy im Norden, Thyez im Osten, Vougy im Süden sowie Ayse im Westen.

## Geschichte
Der Ortsname geht auf Mariniacum, den Besitz einer Person namens Marinius, zurück. Seit dem 13. Jahrhundert war Marignier eine Pfarrei.

## Sehenswürdigkeiten
Die Dorfkirche von Marignier erhielt ihre heutige Gestalt beim Neubau im 20. Jahrhundert; einzig der Glockenturm des Vorgängerbaus aus dem 18. Jahrhundert wurde mit einbezogen. Ebenfalls aus dem 18. Jahrhundert stammt die alte Brücke über den Giffre.

## Bevölkerung
| Jahr                       | 1962 | 1968 | 1975 | 1982 | 1990 | 1999 | 2005 | 2020 |
| Einwohner                  | 2665 | 3070 | 3451 | 3679 | 4322 | 5323 | 4974 | 6333 |
| Quellen: Cassini und INSEE |      |      |      |      |      |      |      |      |

Mit 6432 Einwohnern (Stand 1. Januar 2022) gehört Marignier zu den größeren Gemeinden des Département Haute-Savoie. In den letzten Jahrzehnten wurde dank der attraktiven Wohnlage ein markantes Bevölkerungswachstum verzeichnet. Außerhalb des alten Ortskerns wurden größere Ein- und Mehrfamilienhausquartiere gebaut.

## Wirtschaft und Infrastruktur
Marignier war bis weit ins 20. Jahrhundert hinein ein vorwiegend durch die Landwirtschaft geprägtes Dorf. An den sonnenexponierten Südhängen in der Umgebung des Dorfes wird Weinbau betrieben. Marignier liegt in der Weinbauregion Savoie. Weißweine aus der Rebsorte Altesse (lokal Roussette genannt) dürfen unter der geschützten Herkunftsbezeichnung Roussette de Savoie vermarktet werden. Für Weißweine anderer Rebsorten sowie Rotweine gilt die AOC Vin de Savoie.
Heute gibt es hier zahlreiche Betriebe des Klein- und Mittelgewerbes. In der Ebene südlich des alten Dorfes hat sich eine Gewerbe- und Industriezone entwickelt. Viele Erwerbstätige sind auch Wegpendler, die in den größeren Ortschaften der Umgebung ihrer Arbeit nachgehen.
Die Ortschaft ist verkehrsmäßig gut erschlossen. Sie liegt am Kreuz zweier Departementsstraßen, die von Bonneville nach Cluses respektive von Vougy nach Saint-Jeoire führen. Der nächste Anschluss an die Autobahn A40 befindet sich in einer Entfernung von rund 8 km. Marignier besitzt einen Bahnhof an der Bahnstrecke La Roche-sur-Foron–Saint-Gervais.